# Celtis crenata
Celtis crenata là một loài thực vật có hoa trong họ Cannabaceae. Loài này được (Wedd.) Planch. mô tả khoa học đầu tiên năm 1873.